# Cosmia alumna
Cosmia alumna är en fjärilsart som beskrevs av Saalmüller 1891. Cosmia alumna ingår i släktet Cosmia och familjen nattflyn. Inga underarter finns listade i Catalogue of Life.